# Хулхутинское сельское муниципальное образование
Хулхути́нское се́льское муниципа́льное образова́ние — сельское поселение в Яшкульском районе Калмыкии.
Административный центр — Хулхута.

## География
Уттинское СМО расположено в восточной части Яшкульского района и граничит:
- на западе — с Тавнгашунским и Уттинским СМО;
- на севере — с Молодёжненским СМО,
- на северо-востоке — с Бергинским СМО и Юстинского района Калмыкии и Наримановским районом Астраханской области;
- на востоке и юге — Нарынхудукским и Комсомольским СМО Черноземельского района Калмыкии.

Территория поселения расположена в пределах Прикаспийской низменности. Мезорельеф характеризуется наличием довольно высоких грив и широких низменных пространств между ними, относительные высоты бугров от 4 до 12 м, ширина 300—500 м. Встречаются на изучаемой территории массивы песков, высота песчаных бугров 3—5, 5—8 м. Количество песчаных массивов возрастает в восточном направлении, часто здесь встречаются песчаные гряды субширотного простирания, высотой более 10 м. Наиболее яркое выражение получил микрорельеф, который представлен в виде сусликовин, кочек, блюдцеобразными понижениями. Для Хулхутинского СМО характерно наличие солонцов и солончаковых понижений (саги, татары). На общем фоне однообразного, практически плоского рельефа, следует выделить отдельные локальные элементы — бугры Бэра, которые возвышаются над окружающей равниной на 5—10 м. Гидрографическая сеть СМО неразвита.

### Климат
Климат СМО резко континентальный с жарким и очень сухим летом и умеренно холодной и малоснежной зимой. Территория характеризуется значительным показателям суммарной солнечной радиации, выраженным годовым ходом температуры воздуха, небольшим количеством выпадающих осадков (среднегодовое количество — 251 мм). Малое количество осадков в сочетании с высокими температурами обусловливают сухость воздуха и почвы, а, следовательно, и большую повторяемость засух и суховеев. Общее число дней с суховеями составляет 100—120 дней
Почвы
Почвы формируются на молодых породах каспийской морской толщи и поэтому отличаются высокой остаточной засоленностью. Основной тип почв, распространенный на территории СМО — бурые полупустынные солонцеватые почвы, которые залегают, в основном, в комплексах с солонцами.

## Население
| 2002 | 2010 | 2011 | 2012 | 2013 | 2014 | 2015 |
| ---- | ---- | ---- | ---- | ---- | ---- | ---- |
| 663  | ↘519 | ↘518 | ↘499 | ↘459 | ↘431 | ↘418 |
| 2016 | 2017 | 2018 | 2019 | 2020 | 2021 |      |
| →418 | ↗423 | ↗429 | ↗431 | ↘430 | ↗511 |      |

Несмотря на положительные тенденции естественного движения населения, в муниципальном образовании отмечается четко выраженная тенденция сокращения численности, что обусловлено отрицательным миграционным сальдо. По состоянию на 2012 год в трудоспособном возрасте
находятся 314 чел., что составляет 66 %, моложе трудоспособного возраста — 24 %, старше трудоспособного возраста — 10 %. Большая часть населения (472 чел. из 488) проживает в посёлке Хулхута.

### Национальный состав
Проживают калмыки — 40 %, казахи — 24 %, даргинцы, чеченцы и другие народы Северного Кавказа 33 %, русские составляют около 3 %.

## Состав сельского поселения
В состав сельского поселения входят 3 населённых пункта
| № | Населённый пункт | Тип населённого пункта          | Население |
| - | ---------------- | ------------------------------- | --------- |
| 1 | Рассвет          | посёлок                         | ↗11       |
| 2 | Степной          | посёлок                         | ↘8        |
| 3 | Хулхута          | посёлок, административный центр | ↘503      |

## Экономика
Сельскохозяйственное производство занимает ведущее место в экономике Хулхутинского СМО. В аграрном секторе преобладает животноводство. Ведущее направление — тонкорунное и грубошерстное овцеводство, мясное скотоводство, коневодство. На территории Хулхутинского СМО функционирует ОАО «Племенной конный завод имени 28 Армии», КФХ и ЛПХ.

## Транспортная инфраструктура
Территорию поселения пересекает федеральная автодорога Р216 (Астрахань — Элиста — Ставрополь).